# Friederike Becht
Friederike Becht (Bad Bergzabern, 14 de octubre de 1986) es una actriz alemana de cine, teatro y televisión, reconocida principalmente por su interpretación de Nadja Simon en la serie de televisión El perfume.

## Biografía
Estudió actuación en la Universidad de las Artes de Berlín. Se desempeñó inicialmente como actriz en teatros como el Ernst Deutsches, el Schauspielhaus Zürich, el Berliner Ensemble y el Stadttheater Freiburg. En 2007 logró el reconocimiento nacional con su interpretación de Thekla en la obra del dramaturgo Peter Stein Wallenstein en el Berliner Ensemble.
En la siguiente temporada trabajó con el director Anselm Weber en el Schauspielhaus Bochum, donde se convirtió en miembro permanente del elenco. En Bochum interpretó el papel de Lyudmila en Wassa Schelesnowa, a Cecily Cardew en Bunbury, a María en What you want, el papel protagónico de Vera Herbst en House by the lake y a María en Yerma.
Becht también ha aparecido en producciones de cine y televisión. En 2008 integró el reparto de la película The Reader. El año siguiente interpretó a Gerda Reich en la serie de televisión biográfica My Life - Marcel Reich-Ranicki. En 2011 protagonizó la película Westwind. En 2018 ganó reconocimiento internacional con su papel protagónico en la serie de televisión El perfume, basada en la novela del mismo nombre de Patrick Süskind.

## Filmografía
- 2006: Sphinx (Geheimnisse der Geschichte): Heinrich VIII. – Mörder auf dem Königsthron
- 2008: Der Vorleser
- 2009: Mein Leben – Marcel Reich-Ranicki
- 2011: SOKO Wismar – Auf Messers Schneide
- 2011: Westwind
- 2012: Das Millionen Rennen
- 2012: Hannah Arendt
- 2012: Marie Brand und die falsche Frau
- 2013: Verbrechen nach Ferdinand von Schirach – Summertime
- 2013: Der Wagner-Clan. Eine Familiengeschichte
- 2014: Im Labyrinth des Schweigens
- 2015: Käthe Kruse
- 2015: Becks letzter Sommer
- 2015: Nachspielzeit
- 2015: Nacht der Angst
- 2016: Tatort – Der hundertste Affe
- 2016: Neben der Spur – Todeswunsch
- 2017: Der gleiche Himmel
- 2017: Die Vierhändige, Regie: Oliver Kienle
- 2018: Parfum
- 2019: Brecht
- 2019: Hartwig Seeler – Gefährliche Erinnerung
- 2019: Ein verhängnisvoller Plan
- 2019: Sechs auf einen Streich – Die drei Königskinder
- 2019: Nachtschicht – Cash & Carry

## Premios
- 2014: Bochumer Theaterpreis[2]
- 2015: Premio Ulrich Wildgruber[6]